# Школи України

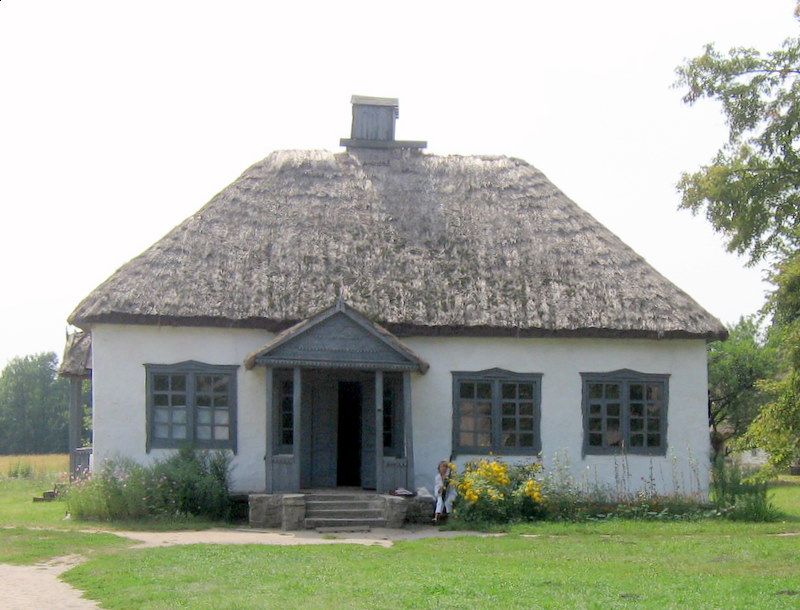
Парафіяльна школа Наддніпрянщини з Музею народної архітектури та народних шляхів України

Список загальноосвітніх шкіл України.

## АРКрим
- Сімферопольська гімназія № 1 (засн. 1812)
- Гімназія 9 (Сімферополь) (засн. 1917)
- Школа майбутнього (Ялта) (засн.1971)

## Волинська область
- Волинський науковий ліцей-інтернат
- Луцька гімназія № 4 імені Модеста Левицького
- Луцька гімназія № 14 імені Василя Сухомлинського
- Луцька гімназія № 18
- Луцька гімназія № 21 імені Михайла Кравчука

## Закарпатська область
- Ужгородська гімназія

## Івано-Франківська область
- Городенківський ліцей імені Антона Крушельницького
- Рогатинська гімназія імені Володимира Великого
- Коломийський ліцей № 1 імені Василя Стефаника
- Українська гімназія № 1 (Івано-Франківськ)

## Київ
- Приватна школа Європейського колегіуму (засн. 2002)
- Київська християнська академія (засн. 1993)
- Київська міжнародна школа (засн. 1992)
- Міжнародна школа «Меридіан», Київ (засн. 2001)
- Печерська міжнародна школа (засн. 1995)
- Український фізико-математичний ліцей (засн. 1963)
- Український медичний ліцей (засн. 1991)
- Київський національний торговельно-економічний університет (засн. 1946)
- Французький ліцей імені Анни Київської (засн. 1994)
- Німецька школа в Києві
- Києво-Печерський ліцей № 171 «Лідер»
- Мовна школа в Києві
- Київська спеціалізована школа № 98 (засн. 1966)
- Київський природничо-науковий ліцей № 145 (засн. 1962)
- Київська спеціалізована школа № 159 (засн. 1975)
- Київська середня школа № 189 (засн. 1967)
- Гімназія 191 (засн. 1968)

## Кіровоградська область
- Помічнянська ЗШ №1

### Кропивницький
- Кіровоградський обласний загальноосвітній навчально-виховний комплекс гуманітарно-естетичного профілю
- Ліцей з посиленою військово-фізичною підготовкою «Сокіл»
- Навчально-виховне об'єднання Кропивницького № 6
- Гімназія № 9 (Кропивницький)
- Кропивницька школа-ліцей № 19
- НВО-ЗШ I-III ступенів №31 м.Кропивницький

## Львівська область
- Львівський фізико-математичний ліцей
- Львівська середня школа № 50

## Одеська область
- Білгород-Дністровський ліцей № 1
- Болградська гімназія
- Рішельєвський ліцей
- Рішельєвська гімназія
- Фонтанський навчально-виховний комплекс, школа-гімназія
- Одеська загальноосвітня школа № 121

## Рівненська область
- Українська гімназія (Рівне)
- Рівненська гуманітарна гімназія

## Тернопільська область
- Волинський ліцей

## Харківська область
Лозівська гімназія
Харківська гімназія № 6
Харківська гімназія № 116
Харківська гуманітарно-педагогічна академія